# Бутурлін Дмитро Петрович (1790)
Дмитро Петрович Бутурлін (30 квітня [11 травня] 1790 — 9 [21] жовтня 1849) — російський військовий історик, генерал-майор, дійсний таємний радник, сенатор, голова Бутурлінського комітету.

## Біографія
Представник старовинного аристократичного роду Бутурліних. Батьки: капітан лейб-гвардії Ізмайловського полку Петро Михайлович Бутурлін та Марія Олексіївна, уроджена княжна Шаховська.
Отримав домашню освіту і в 1808 році був зарахований корнетом в Охтирський гусарський полк. У 1810 році переведений в Кавалергардський полк, а 23 березня 1812 року — в Свиту Його Імператорської Величності по квартирмейстерській частини в чині підпоручика. Брав участь у Французько-російській війні і закордонних походах російської армії. За відзнаки в боях нагороджений різними російськими та іноземними орденами і 23 жовтня 1813 року проведений в чин штабсротмістра.
1 липня 1817 року проведений у флігель-ад'ютанти. У 1823 році в чині полковника брав участь у Франко-іспанській війні. За цю кампанію проведений 1 січня 1824 року в генерал-майори із призначенням перебувати в кавалерії, а 4 березня був знову зарахований до Свити Його Імператорської Величності. Під час Російсько-турецької війни служив генерал-квартирмейстером 2-ї армії; після закінчення війни, 4 січня 1830 року звільнений у відставку за власним проханням.
Був призначений 14 травня 1833 року в межовий департамент Правлячого Сенату з назначенням чину таємного радника; 6 грудня 1840 року став членом Державної Ради.
Найвищим указом 24 квітня 1843 року його було призначено директором Імператорської публічної бібліотеки. Із 1844 року — член Державної Ради. Був нагороджений 1 січня 1845 року орденом Св. Олександра Невського, до якого 5 квітня 1849 йому були надані алмазні знаки. Із 10 січня 1847 року — дійсний таємний радник. У 1848 році призначений головою Комітету (цензурного органу) «для вищого нагляду в моральному та політичному відношенні за духом та напрямом всіх творів російського друкарства» (Бутурлінський комітет).
Помер 9 (21) жовтня 1849 року. Похований у церкві Святого Духа Олександро-Невської лаври.

## Твори
Автор низки праць на військово-історичну тематику, у тому числі офіційного викладу подій війни 1812 року. Більшість із них були написані французькою мовою, пізніше перекладені російською. Твори Бутурліна містять багатий фактичний матеріал, який використовується істориками.